# Supercopa de Francia 2019
La Supercopa de Francia 2019 fue la 43.ª edición de la Supercopa de Francia. El partido se disputó en China el 3 de agosto de 2019 en el Shenzhen Universiade Sports Centre de la ciudad de Shenzhen. Además, fue la undécima edición consecutiva disputada fuera de Francia y se enfrentaron el Paris Saint-Germain, campeón de la Ligue 1 2018-19, contra el Stade Rennais, campeón de la Copa de Francia 2018-19.

## Equipos participantes
| Paris Saint-Germain |  | Bandera de Francia |  | Campeón de la Ligue 1 2018-19         |
| Stade Rennais       |  | Bandera de Francia |  | Campeón de la Copa de Francia 2018-19 |

### Ficha del partido
| 16         | POR        | Alphonse Areola |     |
| 12         | DEF        | Thomas Meunier  | 80' |
| 4          | DEF        | Thilo Kehrer    |     |
| 22         | DEF        | Abdou Diallo    |     |
| 14         | DEF        | Juan Bernat     |     |
| 5          | MED        | Marquinhos      | 78' |
| 21         | MED        | Ander Herrera   | 61' |
| 6          | MED        | Marco Verratti  |     |
| 19         | MED        | Pablo Sarabia   |     |
| 9          | DEL        | Edinson Cavani  |     |
| 7          | DEL        | Kylian Mbappé   |     |
| Entrenador | Entrenador | Thomas Tuchel   |     |

| 40         | POR        | Tomáš Koubek        |     |
| 14         | DEF        | Benjamin Bourigeaud | 68' |
| 26         | FRA        | Jérémy Gelin        |     |
| 3          | DEF        | Damien Da Silva     |     |
| 21         | DEF        | Jérémy Morel        |     |
| 17         | MED        | Faitout Maouassa    |     |
| 12         | MED        | James Lea Siliki    | 84' |
| 8          | MED        | Clément Grenier     |     |
| 18         | MED        | Eduardo Camavinga   |     |
| 23         | DEL        | Adrien Hunou        | 46' |
| 20         | DEL        | Flavien Tait        |     |
| Entrenador | Entrenador | Julien Stéphan      |     |

| 11 | DEL | Ángel Di María  | 61' |
| 8  | MED | Leandro Paredes | 78' |
| 2  | DEF | Thiago Silva    | 80' |

| 31 | DEF | Sacha Boey          | 46' |
| 34 | DEL | Yann Gboho          | 68' |
| 22 | MED | Romain Del Castillo | 84' |

| Anotado | 57' | Kylian Mbappé  | 1–1 |
| Anotado | 73' | Ángel Di María | 2–1 |

| Anotado | 13' | Adrien Hunou | 0–1 |

| Amonestado | 7'    | Thomas Meunier |
| Amonestado | 23'   | Juan Bernat    |
| Amonestado | 74'   | Ángel Di María |
| Amonestado | 90'   | Pablo Sarabia  |
| Amonestado | 90+3' | Kylian Mbappé  |

| Amonestado | 45+2' | Benjamin Bourigeaud |
| Amonestado | 72'   | James Lea Siliki    |

| Árbitro             | Benoît Bastien    |
| Árbitros asistentes | Frédéric Haquette |
| Árbitros asistentes | Hicham Zakrani    |
| Cuarto árbitro      | Mikael Lesage     |

| 16         | POR        | Alphonse Areola |     |
| 12         | DEF        | Thomas Meunier  | 80' |
| 4          | DEF        | Thilo Kehrer    |     |
| 22         | DEF        | Abdou Diallo    |     |
| 14         | DEF        | Juan Bernat     |     |
| 5          | MED        | Marquinhos      | 78' |
| 21         | MED        | Ander Herrera   | 61' |
| 6          | MED        | Marco Verratti  |     |
| 19         | MED        | Pablo Sarabia   |     |
| 9          | DEL        | Edinson Cavani  |     |
| 7          | DEL        | Kylian Mbappé   |     |
| Entrenador | Entrenador | Thomas Tuchel   |     |

| 40         | POR        | Tomáš Koubek        |     |
| 14         | DEF        | Benjamin Bourigeaud | 68' |
| 26         | FRA        | Jérémy Gelin        |     |
| 3          | DEF        | Damien Da Silva     |     |
| 21         | DEF        | Jérémy Morel        |     |
| 17         | MED        | Faitout Maouassa    |     |
| 12         | MED        | James Lea Siliki    | 84' |
| 8          | MED        | Clément Grenier     |     |
| 18         | MED        | Eduardo Camavinga   |     |
| 23         | DEL        | Adrien Hunou        | 46' |
| 20         | DEL        | Flavien Tait        |     |
| Entrenador | Entrenador | Julien Stéphan      |     |

| 11 | DEL | Ángel Di María  | 61' |
| 8  | MED | Leandro Paredes | 78' |
| 2  | DEF | Thiago Silva    | 80' |

| 31 | DEF | Sacha Boey          | 46' |
| 34 | DEL | Yann Gboho          | 68' |
| 22 | MED | Romain Del Castillo | 84' |

| Anotado | 57' | Kylian Mbappé  | 1–1 |
| Anotado | 73' | Ángel Di María | 2–1 |

| Anotado | 13' | Adrien Hunou | 0–1 |

| Amonestado | 7'    | Thomas Meunier |
| Amonestado | 23'   | Juan Bernat    |
| Amonestado | 74'   | Ángel Di María |
| Amonestado | 90'   | Pablo Sarabia  |
| Amonestado | 90+3' | Kylian Mbappé  |

| Amonestado | 45+2' | Benjamin Bourigeaud |
| Amonestado | 72'   | James Lea Siliki    |

| Árbitro             | Benoît Bastien    |
| Árbitros asistentes | Frédéric Haquette |
| Árbitros asistentes | Hicham Zakrani    |
| Cuarto árbitro      | Mikael Lesage     |

| Bandera de Francia                    |
| Campeón Paris Saint-Germain 9º título |